# Mr. & Mrs. Bridge
Mr. & Mrs. Bridge è un film del 1990 diretto da James Ivory, basato sui romanzi Mrs. Bridge e Mr. Bridge di Evan S. Connell.

## Trama
È la storia del modo di vivere di una famiglia tradizionale nel Country Club District di Kansas City (Missouri), negli anni 30 e 40: i Bridges resistono al cambiamento dei valori e delle aspettative.
Mr.Bridge è un avvocato che si oppone alla ribellione dei figli contro i valori di tipo conservatore a cui tiene profondamente.
Mrs.Bridge lavora per mantenere una visione del mondo alla "Pollyanna" nonostante la distanza affettiva dal marito e il desiderio dei figli di seguire una visione del mondo più moderna della propria.